# Chiesa di San Giorgio (San Secondo Parmense)
La chiesa di San Giorgio Martire è un luogo di culto cattolico dalle forme neoclassiche situato sulle sponde della Fossaccia Scannabecco in località Pizzo, frazione di San Secondo Parmense, in provincia e diocesi di Parma; è sede di una parrocchia compresa nella zona pastorale della Bassa.

## Storia
La primitiva chiesa del Pizzo, intitolata a San Martino, faceva parte, insieme con la Antica curata di San Secondo, delle cappelle che erano sotto la giurisdizione del Capitolo della Cattedrale di Parma. Essa sorgeva dentro al castrum originario di cui si ha menzione già nel 1046. In tale contesto è nominata esplicitamente per la prima volta nel 1141 in una bolla di Innocenzo II indirizzata al Capitolo.
Nel 1576 il vescovo di Parma Ferdinando Farnese concesse l'uso dei materiali della decrepita chiesa di San Martino affinché ne fosse realizzata una nuova, collocata a sud dell'argine della Fossaccia Scannabecco, tale chiesa fu consacrata a San Giorgio. Sul luogo dove sorgeva l'antica San Martino fu eretta a ricordo una piccola edicola dedicata alla Madonna dei Mercioli. La nuova chiesa fu costruita fra il 1579 e il 1580, anno in cui fu consacrata ed elevata a parrocchia retta da don Giovan Battista Venturini.
Nel 2016 la chiesa è stata oggetto di una ristrutturazione e consolidamento delle strutture portanti esterne.

## Descrizione
Posta immediatamente a sud dell'argine della Fossaccia Scannabecco, la chiesa si presenta con un insolito orientamento nord-sud. La facciata in stile neoclassico è divisa in paraste con portone centrale sopra in quale è collocata un rosone circolare; nella parte superiore della facciata è presente un timpano di forma triangolare coronato da pinnacoli sommitali.
Di pianta rettangolare, la chiesa si presenta a unica navata con cappelle poste ai lati, il presbiterio, leggermente rialzato, è di forma rettangolare, il pavimento è in pianelle di forma esagonale mentre la volta della navata e l'abside sono decorati. Il campanile, integrato nella strutture è in muratura, a pianta quadrata e presenta una cella campanaria aperta su tutti i lati con cuspide terminale a piramide ribassata.
Sul fianco ovest della chiesa è posta una porticina di accesso alla canonica, a fianco di tale accesso, sono murate due lapidi commemorative: la prima riporta l'elenco cronologico dei parroci della chiesa dal 1580 sino al 1981, la seconda ricorda don Enzo Peracchi ucciso in canonica nel 1981 da una persona con disturbi psichici.

## Arredi e decori
La chiesa presenta un altare in marmo e un leggio dorato i cui arredi risalgono alla seconda metà del XX secolo. Fra le opere d'arte spiccano un dipinto a olio di San Giorgio che affronta il drago, attribuito a un anonimo del XVIII secolo e una croce astile del XVI secolo, in rame argentato, con bassorilievi bronzei.